# Grenzach-Wyhlen
Grenzach-Wyhlen est une commune du sud du Bade-Wurtemberg.

## Jumelage
- Pietrasanta (Italie) depuis 1990